# 孫冀
孫 冀（そん き）は、歴史小説『三国志演義』に登場する架空人物。三国時代の呉の左将軍という設定。

## 登場場面
晋を攻めようとした呉の皇帝孫晧をいさめた将軍の陸抗が兵権を奪われると、代わって軍の統率を任されたということになっている。
『三国志』では、陸抗は孫晧から疎まれていたが、生前に兵権を奪われたという事実はなく、孫冀のモデルになったと思われる人物も見当たらない（孫異）。

## 参考資料
- 『三国志』
- 『三国志演義』